# Sphenoraia cupreata
Sphenoraia cupreata là một loài bọ cánh cứng trong họ Chrysomelidae. Loài này được Jacoby miêu tả khoa học năm 1890.